# Ateliers du cinéma européen
 (mars 2015).
Si vous disposez d'ouvrages ou d'articles de référence ou si vous connaissez des sites web de qualité traitant du thème abordé ici, merci de compléter l'article en donnant les références utiles à sa vérifiabilité et en les liant à la section « Notes et références ».
 (mars 2015).
Les Ateliers du cinéma européen (ACE) sont une association réunissant 236 producteurs de cinéma, européens ou non, issus d'une quarantaine de pays différents.
L’activité principale des ACE est le conseil en développement pour les producteurs de longs métrages de fiction. L’association constitue un important réseau de producteurs, qu'elle met en contact les uns avec les autres. Chaque année, de nombreux films sont coproduits entre ses membres et sélectionnés dans les festivals internationaux de catégorie A.
L'association sélectionne chaque année 16 producteurs avec un projet, pour un cycle de coaching visant à aider à réaliser ces projets, et à guider ces producteurs vers les partenaires adéquats. À la fin de ces douze mois, les participants deviennent membres de l'association et continuent à bénéficier de conseils, de rencontres, et d’évènements professionnels organisés par l’association, la plupart du temps dans les festivals et marchés. Les bureaux de l’association sont situés dans le IXe arrondissement à Paris.

## Histoire
En 1993, des producteurs européens, dont René Cleitman et David Puttnam décident de mettre en commun leur savoir-faire et leur expérience pour en faire bénéficier la génération montante et ainsi faire avancer la cause du cinéma indépendant. Avec le soutien d’un important réseau de professionnels, ils créent les ACE, un centre de formation et de développement destiné aux producteurs indépendants européens.

## Activité et organisation
Chaque année, une quinzaine de producteurs européens sont sélectionnés pour participer au programme annuel des ACE. Grâce aux ateliers de développement et au suivi personnalisé de projets offerts par les ACE, ils peuvent optimiser les chances de réussite de leur film. Les ACE s’efforcent d’aider les producteurs à garantir une cohérence maximale à leur projet, en mettant en perspective les aspects artistiques, marketing et financiers. Échanges, analyses et travail du scénario, élaboration de plans de financement, identification et recherche de partenaires, match-making : la démarche des ACE n’est pas une démarche de formation, mais d’échange d’expériences et d’informations entre professionnels expérimentés. Pour cette raison, il faut avoir produit un ou plusieurs films de long métrage pour devenir membre de l’association. En dehors des ateliers, de nombreux évènements permettent aux anciens membres des ACE de se rencontrer au cours de l’année. Le plus important est la réunion annuelle de l’association. Elle a lieu généralement au mois d’avril, et chaque année dans un pays différent : la Suède, la Hongrie, la République tchèque, la Suisse, les Pays-Bas, la Roumanie, la Finlande (2013), la Géorgie (2014), l’Italie (2015) et la Norvège en 2016 ont accueilli cet évènement ces dernières années. C’est l’occasion pour chacun de voir et revoir les autres membres, et de leur proposer de coproduire ensemble son projet.

### Présence de ACE dans les festivals européens et internationaux
ACE utilise également les festivals internationaux pour mettre ses membres en contact avec d’autres professionnels du cinéma, partenaires potentiels financiers ou artistiques de leurs projets. ACE est présent chaque année lors des grands festivals et marchés : la Berlinale, le Festival du Film de Toronto, le Festival de Cannes, le Festival International du Film de Rotterdam, de Locarno, de Hong Kong, de Tokyo, etc. Tous les ans, des dizaines de films produits par les producteurs ACE sont sélectionnés dans ces festivals. Un record en 2015 : 35 films produits par des membres de ACE ont été sélectionnés à Toronto.

### ACE pour les producteurs européens
La session annuelle de ACE se déroule en trois étapes. Plus de la moitié de celle-ci se déroule au travers de rendez-vous 1to1.

#### L’atelier de développement
Il s’agit de 5 jours d’atelier, organisé fin octobre, en France, en présence de consultants en écriture et en financement, sous la direction du Délégué Général de l’association. Cet atelier est centré sur les relations entre producteurs et auteurs, l’analyse des structures dramatiques, les techniques et outils indispensables au producteur afin de mener le processus de développement dans les meilleures conditions possibles, les relations avec le programme MEDIA Développement, la négociation des droits d’adaptation avec les grands éditeurs, etc. Parallèlement à ces sessions plénières, les participants se voient chacun attribuer un consultant en écriture et un en financement qui les suivront pendant un an.

#### L’atelier de financement
Cet atelier a lieu chaque année en fin novembre ou début décembre et dure environ quatre jours. Pendant ces quatre jours, les participants rencontrent de nombreux professionnels européens (agents de ventes internationales, distributeurs, gestionnaires de fonds, diffuseurs) dans le but de tester leur projet sur le marché et d’étudier en détail son potentiel en termes de financement et de distribution.

#### La réunion annuelle des membres
La dernière étape de la session annuelle de ACE a lieu au mois d’avril. Une première journée d’atelier permet aux participants de revoir les consultants qui avaient travaillé avec eux au premier et au second atelier pour évaluer l’évolution de leur script et de leur plan de financement. Au cours de cette journée, quelques séances collectives ont également lieu. Puis ,durant les trois autres journées, a lieu la réunion annuelle de ACE qui permet aux participants de l’année de rencontrer les membres issus des années précédentes autour de show cases, case studies et d’autres activités communes.
À l’issue de cette première année, les participants ont la possibilité de continuer à bénéficier des services offerts par ACE en rejoignant le Réseau des Producteurs ACE.

#### Éligibilité & procédures de sélection pour rejoindre le réseau ACE
Pour bénéficier du programme ACE, les producteurs indépendants doivent :
- Avoir une société basée dans un des pays de l’Union Européenne ou un des pays membres du Programme Media (pour la session destinée aux européens) ;
- Avoir produit au moins un film de long métrage sorti en salle ;
- Avoir un projet de long métrage en développement à vocation internationale ;
- Être sélectionné par le comité de sélection de l’association formé de membres de son Bureau Directeur et de quelques consultants fidèles ;
- Au-delà de ces critères, la sélection des participants s’appuie autant sur le profil du producteur que sur le projet proposé.

À la fin de cette première année, chaque producteur ACE peut choisir de rester dans le réseau afin de continuer à bénéficier des conseils, services et avantages offerts par ACE, moyennant une cotisation annuelle.

### ACE Mundus pour les producteurs non européens
Depuis 2009, ACE a ouvert ses portes aux producteurs de long métrage hors UE avec une session spéciale : ACE Mundus. Il s’agit d’un atelier d’une semaine en Europe qui a lieu fin mars-début avril, au moment de la réunion annuelle des producteurs ACE.

#### Organisation de la session annuelle ACE Mundus
Les producteurs non-européens participent à une session spécialement étudiée pour eux avant de rejoindre le groupe des participants européens. C’est un mécanisme qui leur permet de découvrir les spécificités, parfois inattendues vues de l’extérieur, de l’industrie du cinéma en Europe. Cette première introduction a lieu durant deux jours à Paris (présentation de l’industrie cinématographique européenne, financement, aspects juridiques, dispositifs d’incitation fiscale, ventes internationales, distribution…).
Elle est suivie par une session de cinq jours dans une autre capitale européenne : rendez-vous individuels, forum de coproduction avec les professionnels du pays hôte, rendez-vous informels avec les membres du réseau ACE pendant la Réunion Annuelle de l’association.
Un suivi individuel (à distance) du projet des producteurs ACE Mundus est prévu jusqu’à la fin d’année, ainsi qu’un libre accès aux événements ACE de l’année. Il est également possible de rester membre du réseau ACE à la fin de cette période (adhésion annuelle) et de continuer à bénéficier d’une plateforme d’information (financement, questions juridiques, marchés), de l’accès libre aux évènements ACE.

#### Critères d’éligibilité
- Être un producteur indépendant expérimenté et avoir produit, en tant que producteur délégué, au moins un long-métrage de fiction sorti en salle dans le pays d’origine du producteur.
- Avoir un projet de long-métrage en développement à vocation internationale (idéalement destiné à une coproduction ou un accord de distribution internationale avec un pays de l’Union Européenne).
- Être sélectionné par le comité de sélection de ACE.

### Les Coproduction Labs
Les Coproduction Labs ont été créés par ACE pour aider les producteurs européens à mieux appréhender les marchés qu'ils connaissent parfois mal, et à définir des stratégies de coproduction efficaces entre l’Europe et ces zones méconnues. ACE s’est focalisé jusqu'à aujourd'hui sur trois marchés dynamiques, mais difficiles à pénétrer : l’Amérique Latine, la Chine et le Japon.
Ainsi, chaque année depuis 2011, ACE organise une coproduction Lab à Hong Kong, en partenariat avec le HAF (Hong Kong-Asia Film Financing Forum), le 1er marché de coproduction en Asie, dans le cadre du Filmart, le festival et marché international de Hong Kong.
Une coproduction Lab se tient également chaque année au Japon, à Tokyo, en partenariat avec Unijapan (association japonaise pour la promotion internationale du cinéma), dans le cadre du Tiffcom, le marché international du festival de Tokyo. ACE collabore également à l'organisation du SIFF Project Market du Festival International du Film de Shanghai.
Enfin, en 2014, ACE a organisé pour la première fois un Coproduction Lab lors du Miami International Film Festival. Cet évènement succédait à un autre organisé auparavant au Chili, à Valdivia.

## Dirigeants

### Comité directeur
- Président : Simon Perry
- Vice-présidents : Philippe Carcassonne (Cine@, France)
- Trésorière : Miléna Poylo (TS Productions, France)
- Autres membres du Comité Directeur : Peter Carlton (Warp Films, Royaume-Uni), David Collins (Samson Films, Irlande), Tilde Corsi (R&C Produzioni, Italie), Luc Déry (micro_scope, Canada), Tomas Eskilsson (Film Väst, Suède), Juan Gordon (Morena Films, Espagne), Lynda Myles (Pandora Productions, Royaume Uni), Christof Neracher (Hugofilm Productions, Suisse), Roman Paul (Razor Film Produktion, Allemagne), Viktoria Petranyi (Proton Cinema, Hongrie), Olivier Père (Arte France Cinéma, France), Marleen Slot (Lemming Film, Pays-Bas), Pavel Strnad (Negativ Films, République Tchèque), Cecilia Valmarana (Rai Cinema, Italie)

### Équipe
- Délégué Général : Ronan Girre
- Responsable Administration et Finance : Alice Cubadda
- Administration et Recrutement : Al Williams